# Condado de Custer (Nebraska)
O Condado de Custer é um dos 93 condados do estado norte-americano de Nebraska. A sede do condado é Broken Bow, que é também a sua maior cidade. O condado tem uma área de 6672 km² (dos quais 1 km² se encontra coberto por água), uma população de 11 793 habitantes, e uma densidade populacional de 1,8 hab/km² (segundo o censo nacional de 2000). O condado foi fundado em 1877 e o seu nome é uma homenagem ao general George Armstrong Custer.